# 優美蛙螺
優美蛙螺（学名：Bufonaria elegans）为蛙螺科赤蛙螺屬下的一个种。